# S45 (Берлин)
| S45                         |                           |
|                             |                           |
| Станции                     | Пересадки                 |
| Flughafen Schönefeld        | S9, DB                    |
| Граница Берлина             |                           |
| Grünbergallee               | S9                        |
| Altglienicke                | S9                        |
| Adlershof                   | S46, S8, S85, S9          |
| Betriebsbahnhof Schöneweide | S46, S8, S85, S9          |
| Schöneweide                 | S46, S47, S8, S85, S9, DB |
| Baumschulenweg              | S46, S47, S8, S85, S9     |
| Köllnische Heide            | S46, S47                  |
| Neukölln                    | U7, S41, S42, S46, S47    |
| Hermannstraße               | U8, S41, S42, S46, S47    |

S45 — линия Берлинской городской электрички. Проходит от Schönefeld Flughafen до Hermannstraße через:
- очень короткий отрезок Берлинского внешнего железнодорожного кольца[англ.], открытого в 1951 году и электрифицированного в 1983 году,
- короткий отрезок бывшего Берлинского внешнего грузового железнодорожного кольца, открытого в начале 1940-х годов и электрифицированного в 1983 году,
- Гёрлицкую линию[англ.], открытую в 1866 году и электрифицированную в 1929 году,
- Соединительная железнодорожная ветвь Баумшуленвег-Нойкёльн[англ.], открытую 8 июня 1896 года и электрифицированную в 1928 году, и
- Берлинское железнодорожное кольцо[англ.], завершённое в 1877 году и электрифицированное в 1926 году.